# Saba National Land Park

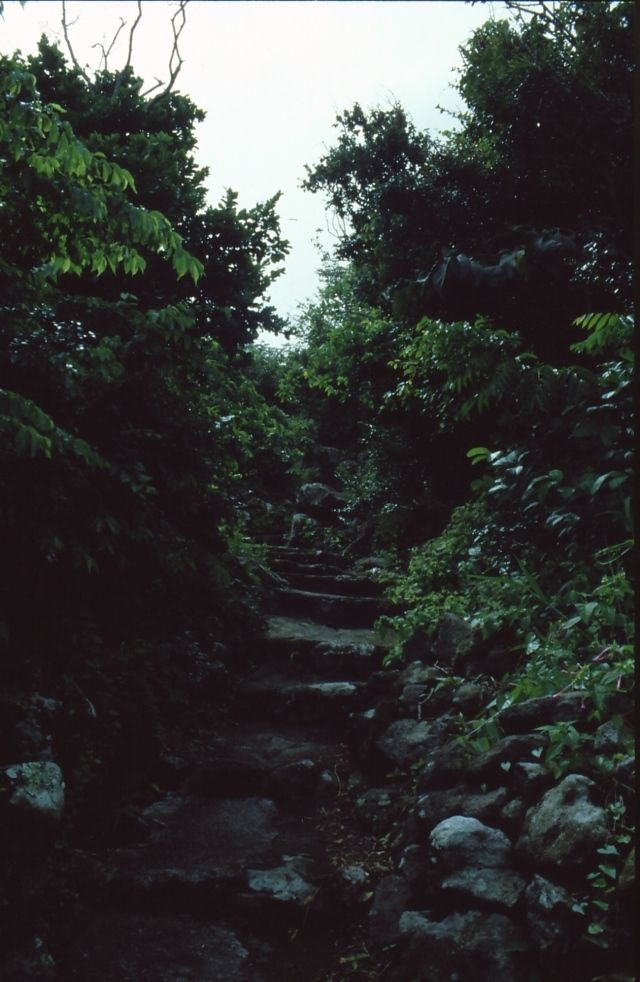
Een zijde van Mount Scenery

Het Saba National Land Park is een nationaal park op Saba in Caribisch Nederland.
Het gebied beslaat 43 hectare. Het grootste deel, 35 hectare, ligt in het noorden van het eiland Saba en is in 1999 geschonken aan de Saba Conservation Foundation, die de natuurgebieden op Saba beheert. Het werd in september 2018 bij eilandsverordening ingesteld als natuurpark, en een jaar later door minister Schouten erkend als nationaal park.

## Bijzonderheden
In het bergachtige gebied ligt Sulphur Mine, een voormalige zwavelmijn. Er komen zestig soorten verschillende beschermde vogelsoorten voor. Het overige deel van het park beslaat Mount Scenery, een berg van 887 meter boven zeeniveau waarop niet gebouwd mag worden en zich veertien wandelroutes op privéterrein bevinden.
Saba heeft een endemische soort Anolis genaamd  Saban anolis (Anolis sabanus). 
Kenmerkende planten van Mount Scenery zijn Heliconia, stranddruif, Philodendron giganteum en Tillandsia.